# Mellanhyttdammen
Mellanhyttdammen är en sjö i Askersunds kommun i Närke och ingår i Motala ströms huvudavrinningsområde. Sjöns area är 0,005 kvadratkilometer och den befinner sig 135 meter över havet.